# Čenkov u Bechyně
Čenkov u Bechyně (jusqu'en 1960 : Čenkov ; en allemand : Čenkow ; de 1939 à 1945 à 1945 : Tschenkau und Tschenkow) est une commune du district de České Budějovice, dans la région de Bohême-du-Sud, en République tchèque. Sa population s'élevait à 64 habitants en 2023.

## Géographie
Čenkov u Bechyně se trouve à 8 km au sud-sud-est de Bechyně, à 29 km au nord de České Budějovice et à 94 km au sud de Prague.
La commune est limitée par Březnice au nord-est, par Záhoří à l'est, par Bečice au sud et par Smilovice u Týna nad Vltavou, un quartier exclavé de la commune de Žimutice à l'ouest.

## Histoire
La première mention écrite du village date de 1412.

## Galerie

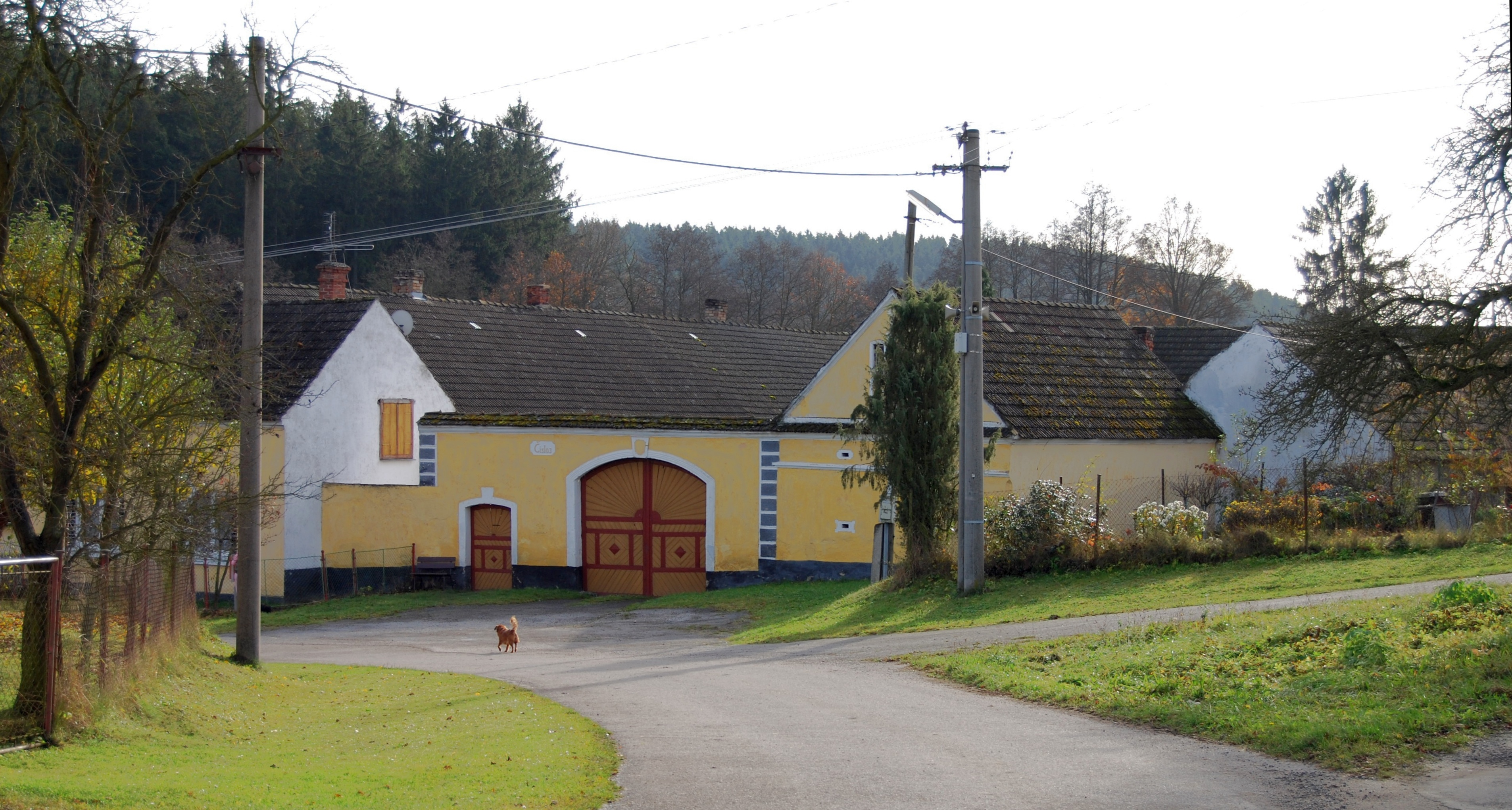
Maison rurale
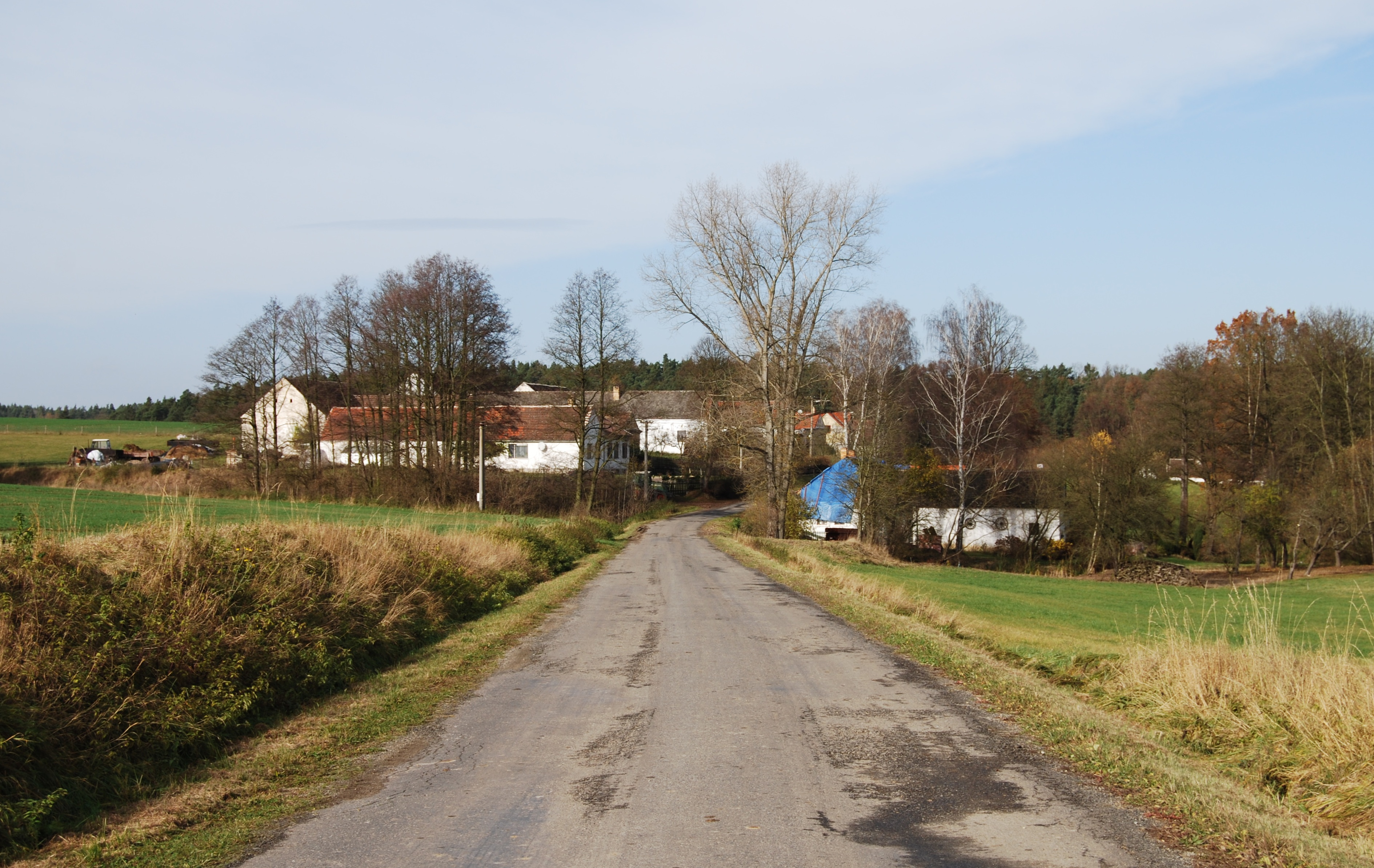
Route vers Čenkov u Bechyně.

## Transports
Par la route, Čenkov u Bechyně se trouve à 8,5 km de Týn nad Vltavou, à 9,6 km de Bechyně, à 39 km de České Budějovice et à 120 km de Prague.